# 趙鳳培
趙鳳培（1925年4月4日—1992年2月11日）生於中華民國遼寧省撫順市，曾赴日本修習經濟學科，精通英、日、中三門語言，並曾擔任國立政治大學銀行系教授、中興法商（今國立臺北大學）經濟系系主任，為中華民國遷台早期學術界經濟學者及經濟學領域翻譯者之一。

## 生平

### 中國大陸/日本時期
趙鳳培於1925年出生於中華民國遼寧省撫順市，父親則在遼寧撫順一家煤礦公司擔任總務。童年時期曾因風寒感染肺結核，使肺部局部鈣化，並成為晚年肺炎病發的遠因。
1931年九一八事變，日本關東軍進佔中華民國東北地區、建立滿洲國政權，並建造小學至大學一系列教育機構以實施西式及日式教育。趙鳳培自瀋陽南滿中學堂畢業後，1945年考取滿州國官費赴日留學，參加日本文部省競爭考試並在留學生中掄魁，以第一名錄取東京第一高等學校（現東京大學教養學部），攻讀經濟學科。隨太平洋戰爭持續進行，東京屢遭空襲，日本政府顧及留學生之安全，疏散留學生至青森縣弘前高等學校，直到當年八月一日奉命返回中國東北。
繼中國抗日戰爭結束，與回國後，趙鳳培回到中國瀋陽東北大學繼續經濟系就讀。同年，國共內戰爆發，東三省於1945年5月起相繼淪陷，趙鳳培隨學校遷至北京就學，民國三十八年並於該地完成經濟學科學業。
1949年，中華民國國民政府從中國大陸撤離，趙鳳培並隨國民政府軍隊撤退至台灣。

### 台灣時期
1949年至1958年為止，趙鳳培曾至台灣中壢中學、虎尾中學、台南一中及高雄商業學校擔任數學科授課老師。

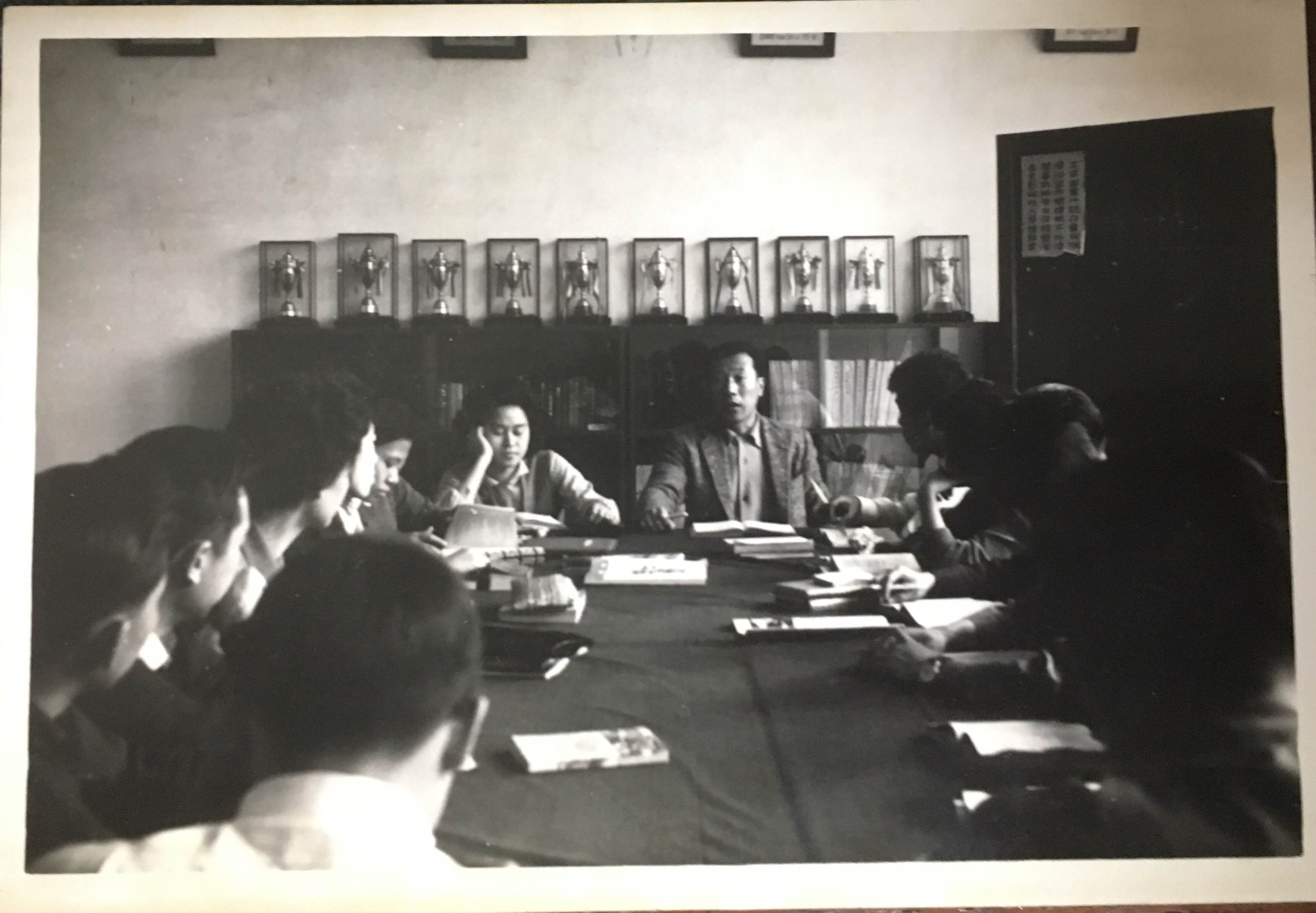
趙鳳培正在授課

1958年，趙鳳培因撰寫《凱因斯經濟學》一書，被聘請至中興大學法商學院擔任經濟系講師，並於1962年升等為副教授、同時開始在國立政治大學、東海大學、逢甲大學兼任銀行系講師，1967年在國立政治大學升等為銀行系教授。1971年起至1987年並於中華電視公司擔任電視經濟學課程講師。這段期間翻譯狄拉德（Dudley Dillard）所著《凱因斯經濟學》、李朋士登所著《經濟落後與經濟成長》等書，並撰寫《凱因斯經濟學》、《經濟學原理》、《個體經濟學分析》及《總體經濟學》等書。

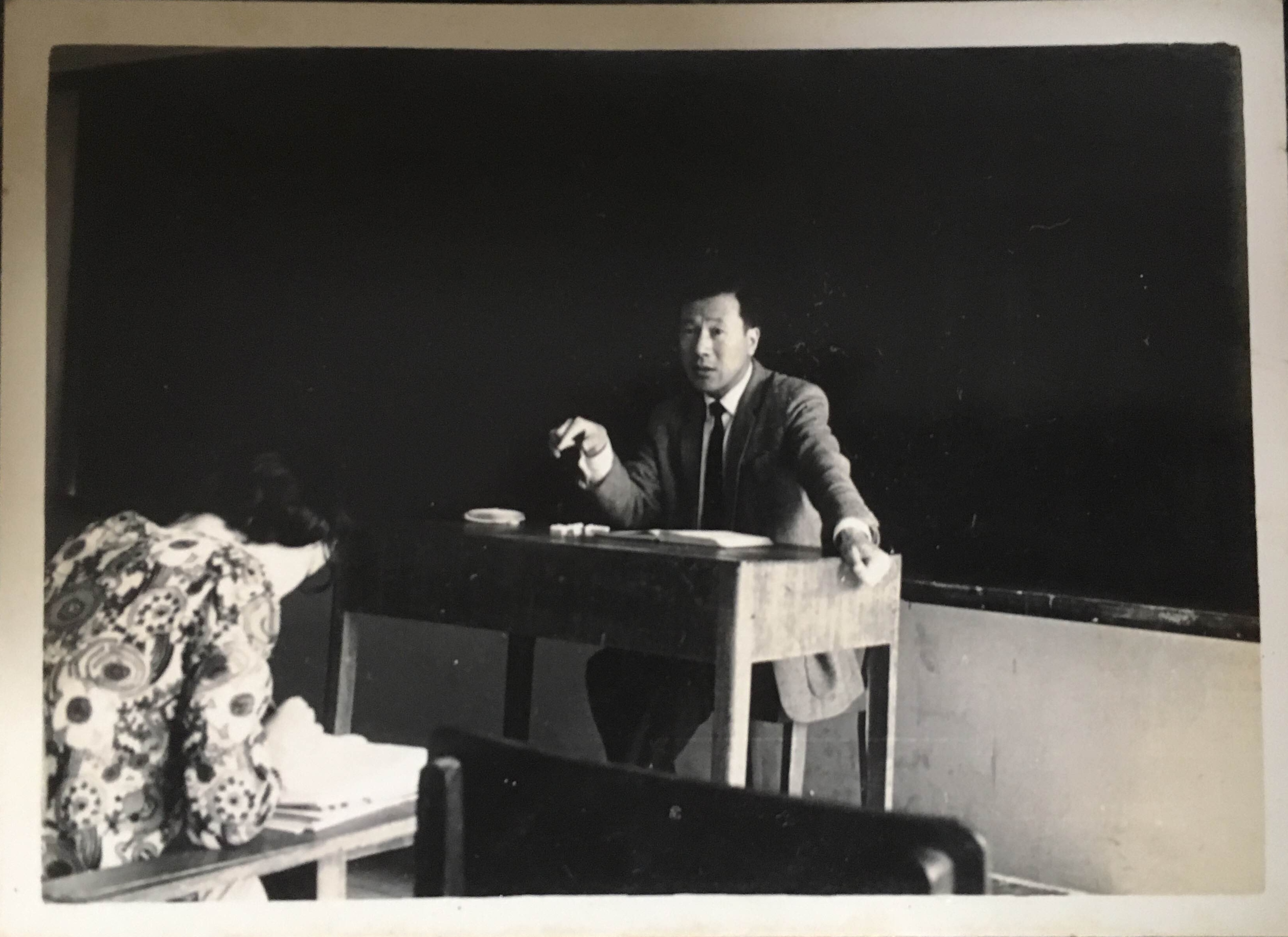
趙鳳培在政治大學教授經濟學

1984年～1987年 受中興法商聘任經濟系主任，並於任期結束後續任教職於中興法商經濟系。1989年因肺病復發向中興法商申請退休，同年因感冒併發引起肺部感染住院。
1992年2月11日下午，例行性抽痰困難導致窒息，在醫師嘗試急救無效後於當天逝世，享年66歲。

## 出版著作

### 翻譯作品
1. 經濟學基本理論，稻葉四郎著，趙鳳培譯，1959年，經濟研究社臺灣分社。OCLC: 312629348。
2. 現代經濟學講話，熊谷尚夫著，趙鳳培譯，1961年，中國經濟月刊。OCLC: 34468905。
3. 經濟學名著翻譯第三十五種，趙鳳培譯，1969年，臺灣銀行編印。OCLC: 848217257。
4. 經濟學明著翻譯第五十種，趙鳳培譯，1969年，臺灣銀行編印。OCLC: 848217350。
5. 經濟動態學，鮑模爾 (Baumol, William Jack) ，趙鳳培、袁穎生譯 ，1969年，臺灣銀行。OCLC: 304264420。
6. 經濟落後與經濟成長（Economic backwardness and economic growth; studies in the theory of economic development.），李朋士登 （Harvey Leibenstein）撰，趙鳳培譯，1970年，臺灣銀行經濟研究室。OCLC: 816380227。
7. 經濟學名著翻譯第六十三種上、下冊，趙鳳培譯，1971年，臺灣銀行編印。OCLC: 848217473。
8. 凱因斯經濟學（The economics of John Maynard Keynes : The Theory of a Monetary Economy.），狄拉德 (Dudley Dillard) 著 ，趙鳳培譯，1971年，三民書局。OCLC: 813493541。
9. 新經濟學：凱恩斯對理論與政策的影響（Einführung in die Nationalökonomie），哈理斯著，趙鳳培譯，1971年，臺灣銀行。OCLC: 813727481。
10. 新經濟學（The New Economics: Keynes' Influence on Theory and Public Policy），Seymour Edwin Harris 著，趙鳳培譯，1971年，臺灣經濟研究室。OCLC: 32998015。
11. 總體經濟理論與問題，狄約洛(Eugene A. Diulio)著， 陳文龍、趙鳳培譯，1977年，金玉出版社。
12. 個體經濟理論與問題（Theory and Problems of Microeconomic Theory），薩爾瓦多(Salvatore, Dominick)撰; 趙鳳培, 劉永憲同譯，1978年，金玉出版社。OCLC: 814054607。
13. 總體經濟學，Rudiger Dornbusch, Stanley Fischer著，趙鳳培譯，1982年，三民書局。OCLC: 310894376。
14. 個體經濟學 : 理論與應用，曼斯菲爾 (Mansfield, Edwin) 著 ，趙鳳培,陳文龍譯，1982年，三民書局。OCLC: 312630407。

### 撰寫作品
1. 凱因斯經濟學，趙鳳培著，1960年，三民書局。OCLC: 815239339。
2. 常用經濟辭語淺釋，趙鳳培著，1964年，國防部研究院經濟研究所編。OCLC: 814112063。
3. 新經濟學（上）（下），趙鳳培著，1971年，臺灣銀行。OCLC: 823201389。
4. 大學經濟學，趙鳳培著，1971年，中華電視出版社。OCLC: 36735967。
5. 經濟學原理，趙鳳培著，1972年，趙鳳培自刋本，OCLC: 816191764。
6. 經濟學，趙鳳培著，1973年，中華電視台教學部主編。OCLC: 310863883。
7. 個體經濟分析，趙鳳培著，1973年（1973~1987年發行，共印刷十八板），三民書局。OCLC: 815183184。
8. 總體經濟分析 ，趙鳳培著，1975年（1975~1990年發行，共印刷十七版），三民書局。ISBN 9571403997 9789571403991，OCLC: 815961971。
9. 貨幣銀行學，趙鳳培著，1983年（1983~1985年發行，共印刷兩板），三民書局。OCLC: 13730091。
10. 經濟學概要，趙鳳培著，1993年，三民書局。ISBN 957140389X 9789571403892。OCLC: 818560820。

## 外部連結
1. . 2016-10-15  [2016-10-15]. （原始内容存档于2016-08-27）.